# Willem Janszoon
Willem Janszoon (także Willem Jansz, Willem Janssen, ur. ok. 1570, zm. 1630) – holenderski podróżnik i odkrywca, nawigator, znany jako kapitan pierwszej  europejskiej wyprawy, która dotarła do wybrzeża Australii (półwysep Jork).

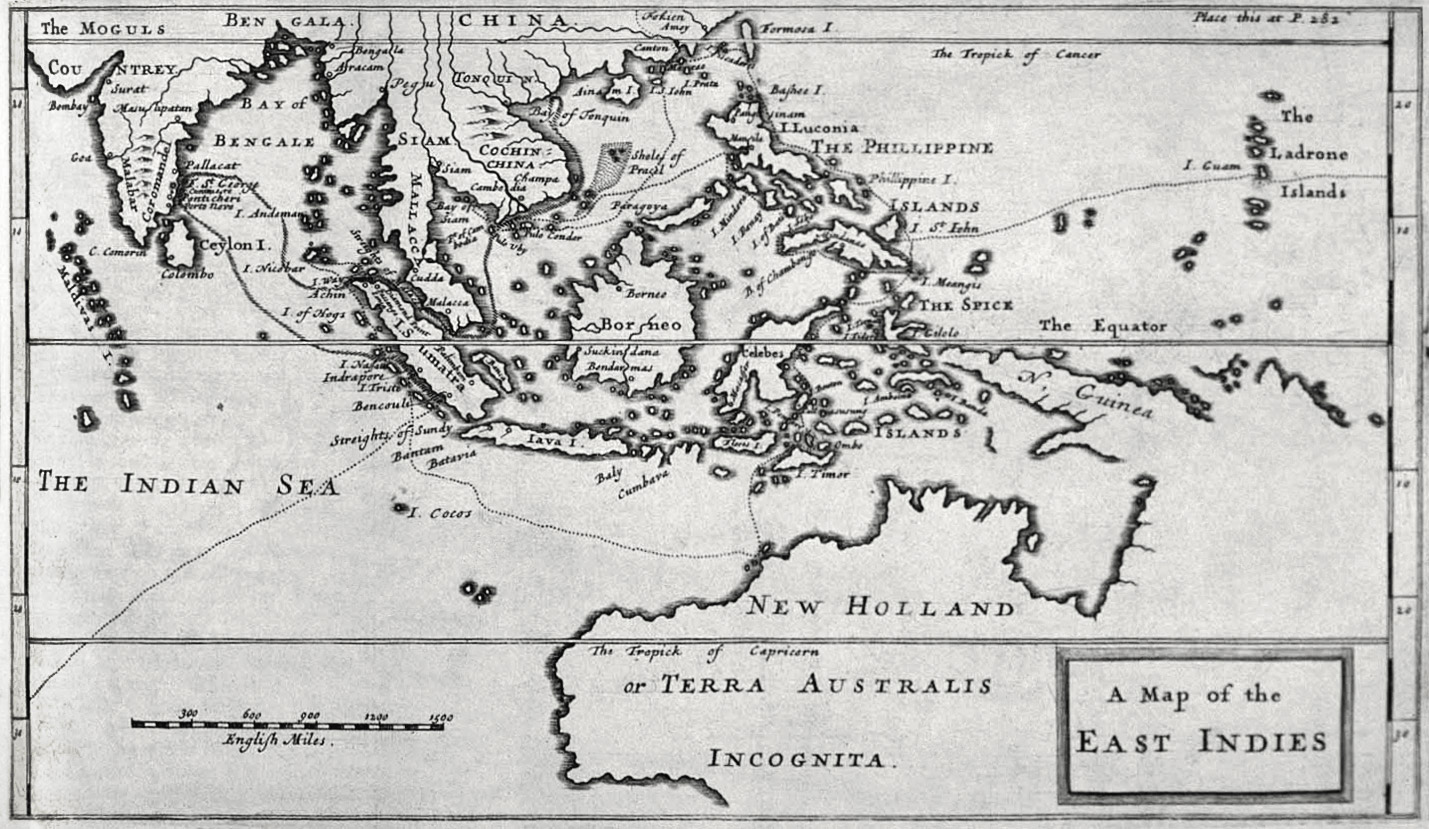
Australia i Australonezja w XVII wieku

Pracował dla Holenderskiej Kompanii Wschodnioindyjskiej.
18 listopada 1605 roku na pokładzie jachtu Duyfken udał się w podróż z Bantamu w poszukiwaniu Nowej Gwinei. Po przemierzeniu Morza Arafura wpłynął do Zatoki Karpentaria.
Statek Janszoona noszący nazwę Duyfken (co znaczy po polsku Gołąbek) odkrył wybrzeże Australii u ujścia szerokiej na 2 km rzeki Pennefather (miasto Weipa w stanie Queensland).
Na brzegu Pennefather odbyło się lądowanie, załoga Duyfkena była pierwszymi białymi stawiającymi stopy na australijskim gruncie. W czasie swej podróży Janszoon naniósł na mapy prawie 320 kilometrów wybrzeża, wpłynął nawet w cieśninę Torresa na parę miesięcy przed jej odkryciem przez Portugalczyków. Sądził jednak, że ląd należy do Nowej Gwinei.
Z powodu kończących się zapasów i śmierci 9 członków załogi, zabitych przez natywnych mieszkańców, zdecydował się na powrót na wysokości (nazwanego przez siebie) przylądka Keer Weer (w wolnym tłumaczeniu Znowu Zakręt; zachodnia część półwyspu Jork).
Odkryte przez siebie ziemie nazwał Nieu Zelandt, ale nazwa ta nie przyjęła się. Została za to użyta później przez Abla Tasmana na nazwanie odkrytej przez niego wyspy – Nowa Zelandia.
Istnieje wiele teorii na temat jeszcze wcześniejszego odkrycia Australii przez żeglarzy z Chin, Francji czy Portugalii, ale wyprawa Janszoona to pierwsze udokumentowane i bezsporne odkrycie tego kontynentu.